# Héðinn Gilsson
Héðinn Gilsson (Hedhinn, n. 885) fue un vikingo y bóndi de Garpsdalur, Austur-Barðastrandarsýsla en Islandia. Era hijo del colono noruego Gils Herfinnsson (n. 844) de Ogdum, Rogaland. Héðinn es un personaje de la saga Þorskfirðinga, y citado en la saga de Laxdœla. Su hijo Halldór Héðinsson heredaría su hacienda.